# Преодоление (фильм, 1982)
«Преодоление» — советский цветной широкоэкранный художественный фильм, снятый режиссёрами Николаем Литусом и Иван Симоненко на киностудии им. Довженко в 1982 году.
Премьера фильма состоялась 22 апреля 1984 года. Фильм посмотрели 3,1 млн зрителей.

## Сюжет
1919 год. Комиссар Чрезвычайной комиссии Украины Андрей Захарчук отправляется под прикрытием поручика Осинцева в ставку генерала Деникина, чтобы узнать дату готовящегося белогвардейского мятежа в Киеве. Встречает княгиню Ирину Кабардину, которая помогает ему предотвратить предательство и предупредить о предстоящем мятеже, прежде чем погибает от бандитской пули.

## В ролях
- Елизавета Дедова — Ирина Александровна Кабардина, графиня
- Борис Токарев — Андрей Витальевич Захарчук, комиссар
- Айварс Силиньш — Мартин Янович Лацис
- Владимир Талашко — Фёдор Тимофеевич Фомин
- Борис Соколов — Владислав Константинович Лавров, полковник
- Людмила Сосюра — Анна Игнатьевна Урусова, княгиня
- Валерий Свищёв — Арсений Павлович Гурьев, ротмистр
- Григорий Гладий — Валентин Сергеевич Осинцев, поручик
- Михаил Голубович — Мирон, глава банды
- Лесь Сердюк — Иван Лукич Василенко, комиссар
- Александр Пашутин — фотограф
- Владимир Мишаков — Петров, генерал
- Виктор Черняков — Николай Фёдорович, «лысенький»
- Дмитрий Миргородский — Филиппов

## Съёмочная группа
- Режиссёры: Николай Литус, Иван Симоненко
- Сценарист: Михаил Канюка
- Операторы: Валерий Анисимов, Василий Трушковский
- Художник: Вячеслав Ершов
- Звукорежиссёр: Александр Кузьмин
- Композитор: Игорь Поклад